# Kadenang Ginto
Kadenang Ginto é uma telenovela filipina produzida por Dreamscape que estreou na ABS-CBN em 8 de outubro de 2018, substituindo Asintado.
Protagonizada por Francine Diaz, Andrea Brillantes, Beauty Gonzalez, Albert Martinez, Dimples Romana and Adrian Alandy. A telenovela foi concluída em 7 de fevereiro de 2020.

## Enredo

### Elenco principal
- Francine Diaz como Cassandra "Cassie" Andrada-Mondragon
- Andrea Brillantes como Margaret "Marga" Mondragon-Bartolome
- Beauty Gonzalez como Romina Andrada-Mondragon
- Albert Martinez como Roberto "Robert" Mondragon
- Dimples Romana como Daniela Mondragon-Bartolome
- Adrian Alandy como Carlos Bartolome

### Elenco de apoio
- Ronnie Lazaro como Nicolas "Kulas" Bartolome
- Susan Africa como Esther Magtira
- Joko Diaz como Hector Mangubat
- Eric Fructuoso como Alvin Mangubat
- Aleck Bovick como Myrna Bartolome
- Sheree Bautista como Jessa
- Arnold Reyes como Bernard Tejeda
- Kim Molina como Savannah Rosales
- Luke Conde como Jude Bartolome
- Nikko Natividad as Gino Bartolome
- Adrian Lindayag como Neil Andrada
- Bea Basa como Fatima
- Kyle Echarri como Kristoff Tejada
- Criza Taa como Roxanne "Roxy" Mangubat
- Kat Galang como Bonita Sanchez
- Danica Ontengco como Nadya Ricaforte
- Christine Joy de Guzman como Nika de Guzman
- Bea Borres como Maureen Gatchalian
- Julie Esguerra como Leslie Joy
- Martin Prats como professor
- Thea Domingo como professora
- Aircel Saludo Garcia como professora
- Cecille Jamora Santos como principal
- Angelo Acosta como Ser
- Celeste Brekke como Natalie Rosales

### Elenco de convidados
- Eula Valdez[6] como Rosanna Andrada
- Mickey Ferriols como Camila Mondragon
- Eva Darren como Cely
- Angelika Rama como Marga (jovem)
- Kate Ramos como Cassie (jovem)
- Rayt Carreon como Omar
- Josh Ivan Morales como Jepoy
- Angela Kanapi como Senhora Galvez
- Valerie Concepcion como Cindy
- Suzette Ranillo como Pilar
- Junry Miole

## Exibição
| País/Região      | Emissora   | Data de estréia      | Data de final          | Título                    |
| ---------------- | ---------- | -------------------- | ---------------------- | ------------------------- |
| Filipinas        | ABS-CBN    | 8 de outubro de 2018 | 7 de fevereiro de 2020 | A Herdeira Kadenang Ginto |
| Moçambique       | TV Miramar |                      |                        | A Herdeira Kadenang Ginto |
| Estados Unidos   | TFC        | outubro de 2018      | fevereiro de 2020      | A Herdeira Kadenang Ginto |
| Canadá           | TFC        | outubro de 2018      | fevereiro de 2020      | A Herdeira Kadenang Ginto |
| Japão            | TFC        | outubro de 2018      | fevereiro de 2020      | A Herdeira Kadenang Ginto |
| Taiwan           | TFC        | outubro de 2018      | fevereiro de 2020      | A Herdeira Kadenang Ginto |
| Hong Kong        | TFC        | outubro de 2018      | fevereiro de 2020      | A Herdeira Kadenang Ginto |
| Malásia          | TFC        | outubro de 2018      | fevereiro de 2020      | A Herdeira Kadenang Ginto |
| Indonésia        | TFC        | outubro de 2018      | fevereiro de 2020      | A Herdeira Kadenang Ginto |
| Singapura        | TFC        | outubro de 2018      | fevereiro de 2020      | A Herdeira Kadenang Ginto |
| Papua-Nova Guiné | TFC        | outubro de 2018      | fevereiro de 2020      | A Herdeira Kadenang Ginto |
| Austrália        | TFC        | outubro de 2018      | fevereiro de 2020      | A Herdeira Kadenang Ginto |
| Nova Zelândia    | TFC        | outubro de 2018      | fevereiro de 2020      | A Herdeira Kadenang Ginto |
| Europa           | TFC        | outubro de 2018      | fevereiro de 2020      | A Herdeira Kadenang Ginto |
| Médio Oriente    | TFC        | outubro de 2018      | fevereiro de 2020      | A Herdeira Kadenang Ginto |